# Segunda Guerra Civil da República Romana
A Segunda Guerra Civil da República de Roma, também conhecida como Guerra Civil Cesariana, foi um conflito militar ocorrido entre 49 a.C. e 45 a.C.. Foi o confronto pessoal de Júlio César contra a facção tradicionalista e conservadora do senado, liderada militarmente por Pompeu Magno. A guerra terminou com a derrota da facção tradicionalista e a ascensão definitiva de César ao poder absoluto como ditador romano.
A crescente popularidade de César entre a plebe e o aumento do seu poder depois dos seus sucessos na Gália, fez com que os seus inimigos, influenciados por Catão, o Jovem, tentassem destruí-lo politicamente. Assim, tentaram arrebatar-lhe o cargo de governador da Gália, para posteriormente julgá-lo, desencadeando uma grave crise política que inundaria de violência política as ruas de Roma.
Em 50 a.C., o senado aprovou uma moção para que César deixasse o seu cargo de governador. Marco Antônio, com o poder de tribuno da plebe, vetou a proposta. Após esta votação, teve início uma violenta perseguição a César e a seus partidários, patrocinada pela facção conservadora. Antônio havia deixado Roma diante do risco de ser assassinado. Sem a oposição do senado, Antônio declarou estado de emergência e concedeu poderes excepcionais a Pompeu. César respondeu com a famosa cruzada com suas tropas, atravessando o rio Rubicão, em direção à Itália, assim deu-se início a guerra civil.
César cruzou rapidamente a Itália e surpreendeu os constitucionalistas e pompeanos, que por falta de preparação de suas tropas, abandonaram Roma e foram para Brundísio, no sul da Itália, de onde embarcariam para a Grécia, a fim de aumentar suas forças militares. César perseguiu Pompeu mas não logrou alcançá-lo, conseguindo este último cruzar o Adriático com o seu exército e dezenas de senadores. Em menos de um mês, César chegou à Hispânia, onde derrotou as legiões fiéis à Pompeu na batalha de Ilerda. Após esta vitória, César voltou à Itália através do Adriático e para fazer frente a Pompeu na Grécia. Depois de ser derrotado na batalha de Dirráquio, César enfrentou Pompeu na batalha de Farsália, conseguindo uma esmagadora vitória. Pompeu fugiu para o Egito, onde tentou encontrar aliados, porém foi assassinado. Mais tarde, César derrotou Marco Pórcio Catão Uticense, em Tapso e, finalmente, os filhos de Pompeu, na Hispânia, na Batalha de Munda.

## Antecedentes

Cicero ataca no senado o conspirador Catilina (fresco do século XIX de Cesare Maccari), no Palazzo Madama.

Em meados do século I a.C. (século VIII ab urbe condita), após derrotar  Cartago nas Guerras Púnicas, destruindo a cidade em (146 a.C.), conquistar a Macedônia e o resto do Império Selêucida, bem como conquistar a submissão do Egito lágida à clientela romana, Roma passou a ser a maior potência da região mediterrânea.

Contudo, a contínua expansão, conquistas, o crescimento demográfico e econômico e a crise do modelo de Estado fragmentaram a sociedade romana, aumentando enormemente a polarização social.
O senado dividiu-se com o surgimento de duas facções: os populares, representando a facção reformista que apostava na expansão da cidadania aos novos súditos de Roma, dotando de uma maior democratização as instituições, mediante o acréscimo de poder das assembleias; e os optimates, facção aristocrática conservadora, que desejava limitar o poder das assembleias populares e aumentar o poder do senado.
Em 91 a.C., teve início a Guerra Italiana ou Guerra Mársica entre os aliados de Roma e a própria república, numa tentativa de obter mais direitos para os Itálicos não cidadãos romanos.
Durante a década de 80 a.C., a divisão chegou ao seu apogeu com as rivalidades, os desacordos e o confronto pessoal entre Caio Mário e Lúcio Cornélio Sula por comandar a guerra contra o rei Mitrídates VI do Ponto. Quando Mário conseguiu, através da Assembleia da plebe, despojar Sula de seu comando (que fora outorgado pelo senado), este deu um golpe de Estado, marchando com o seu exército para Roma.
Era a primeira vez na história que um cidadão romano marchava contra Roma no comando das suas legiões, quebrantando a legalidade republicana e criando um perigoso precedente para a posteridade. Sula saiu vitorioso, obrigando Mário e seus partidários a abandonarem a cidade. Depois disso, Sula partiu para a Primeira Guerra Mitridática na Grécia, deixando Roma nas mãos de dois cônsules, um optimates, Cneu Octávio, e um populares, Lúcio Cornélio Cina, que após sua partida, guerrearam entre si, originando uma guerra civil.
Mário, então, voltou da África, onde havia se refugiado com os seus partidários populares, iniciando uma sangrenta repressão, que instaurou um regime autocrático anticonstitucional cujo comando, após a sua morte, passou a ser de Cina.
Em 83 a.C., Sula retornou para Roma, derrotou os populares e fez-se nomear ditador, efetuando uma purga para acabar com os populares. César, sobrinho de Caio Mário e genro de Cina, salvou-se de ser banido devido à sua condição de Flâmine Dial (Flamen Dialis; alto sacerdote de Júpiter) e dos laços familiares da sua mãe, pertencente à família Júlia. Sula quis em vão obrigá-lo a se divorciar de Cornélia, filha de Cina. Revogada a sua condição sacerdotal, César partiu para o Oriente, onde se iniciara uma nova guerra contra Mitrídates VI.
Após a morte de Sula, César regressou para Roma e ingressou no senado. Em 65 a.C. e em 63 a.C., tiveram lugar as duas conspirações de Catilina, descobertas e frustradas por Cícero, pelas quais Catilina supostamente visava acabar com a legalidade constitucional e proclamar-se ditador.

## Causas

### O triunvirato
Durante os anos seguintes, Júlio César, foi progredindo firmemente na sua carreira política, sendo questor, edil curul, pontífice máximo, pretor, procônsul (governador) da Hispânia Ulterior (atual Espanha) e finalmente cônsul (59 a.C.). Neste período revelou-se um político astuto e habilidoso e um administrador altamente competente e capacitado. O consulado de César foi um autêntico terremoto político: formou as bases para as grandes reformas políticas, econômicas e sociais que Roma exigia, criando um corpo de leis que seria a base do direito romano e legislando uma reforma agrária para dar terras públicas às famílias mais pobres, coisa que lhe granjeou o ódio dos optimates, entre eles Catão, o Jovem e Marco Bíbulo, seu colega consular.
Nesse mesmo ano, Júlio César, Pompeu e Marco Licínio Crasso formaram o chamado Primeiro Triunvirato (59 a.C.-53 a.C.), uma aliança informal de ajuda mútua para ocupar os mais altos postos do Estado. Assim, após o fim do seu consulado, César recebeu poderes proconsulares e o governo da Gália Cisalpina e do Ilírico, províncias pouco povoadas e pobres. No seu primeiro ano de mandato, teve de enfrentar uma enorme invasão dos Helvécios e várias invasões de Germanos que visavam ocupar a Itália. Numa só campanha derrotou os Helvécios e os Germanos.

Vercingetórix rendendo-se a Júlio César em Alésia, Guerra das Gálias, por Lionel Royer, no Museu Crozatier, em Puy-en-Velay.

César estimou que organizar a província e preparar-se para a defesa era insuficiente, e com a intenção ou desculpa de terminar com as invasões do norte, iniciou a conquista da Gália, conseguindo muitas vitórias. Duas vezes cruzaram as legiões romanas o rio Reno para retaliar os germanos pelas suas incursões e outras duas vezes cruzaram o canal da Mancha, fazendo incursões na Britânia. Estes sucessos maravilharam a plebe, e Roma viu-se inundada de tesouros e escravos capturados nos saques e nas guerras do norte. Como contribuição para a literatura universal, César redigiu um registro das suas campanhas na Gália, o célebre De Bello Gallico, instrumento também de propaganda política, para tornar conhecidas do povo as suas conquistas.
Alguns senadores observaram com temor como César ganhava popularidade entre a plebe, ao mesmo tempo em que conquistava uma grande riqueza pessoal. Os optimates criticavam as suas leis para dotar certas cidades da Gália Cisalpina e os seus soldados com a cidadania romana. Críticos de sua atuação, liderados por Catão, o Jovem, homem forte dos optimates e velho inimigo de César, menosprezavam os seus sucessos e acusavam-no de cometer crimes contra a república.
Com a ascensão do triunvirato, para garantir os seus interesses e o seu poder, César manteve tranquilamente o comando sobre a Gália. Contudo, esta aliança política desintegrou-se após a morte de Crasso na batalha de Carras durante a guerra contra o Império Parta, e da mulher de Pompeu, filha de César, cujo casamento servira como aliança entre ambos. Por outro lado, os sucessos de César na Gália, a longo prazo, punham em perigo a fama e a influência de Pompeu em Roma.

### Crise política

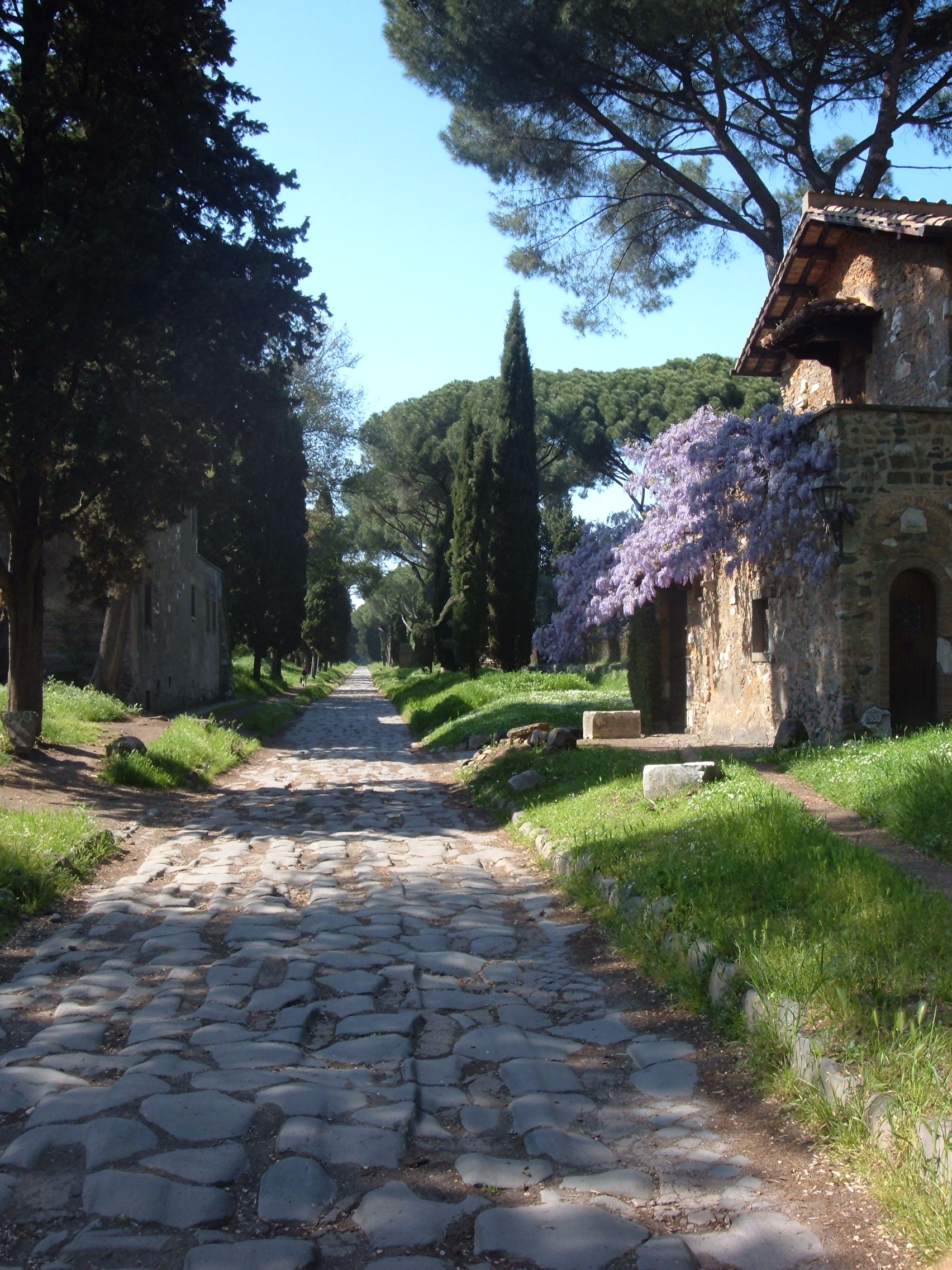
A Via Ápia a quinze quilômetros de Roma, o local onde Clódio e Milão se confrontaram, terminando com a morte de Clódio.

Durante o consulado de Domício e Ápio Cláudio em 53 a.C., ambos os cônsules foram acusados de corrupção, após tentarem fraudar as seguintes eleições consulares, e os quatro candidatos que se apresentaram foram processados. As eleições consulares foram postergadas seis meses. O escândalo político fomentou a agitação das ruas, chegando a extremos incomuns, criando-se um verdadeiro estado de anarquia. Os clientes de Pompeu começaram a pedir a sua escolha como ditador, com o pretexto de acabar com a anarquia reinante. Estas vozes foram duramente criticadas pelos constitucionalistas e Catão à frente, que apoiou Milão como contrapeso de Pompeu como cônsul. Clódio, velho inimigo de Milão, opôs-se frontalmente a este e respondeu organizando bandos nas ruas para impedir a sua candidatura e dispor do poder em Roma. Milão contra-arrestou os bandos de Clódio comprando escolas inteiras de gladiadores, o que desencadeou um estado de caos e violência desmesurada, no que os bandos organizados eram os donos de Roma, e em que as eleições consulares se voltaram a pospor. A 18 de janeiro de 52 a.C., Clódio e Milão encontraram-se cara a cara na Via Ápia e, após uma brutal luta, Clódio resultou morto. Os distúrbios e crimes apoderar-se-iam de Roma, até o ponto de os enfurecidos seguidores de Clódio estabelecerem a sua pira funerária no próprio edifício senatorial, que ficaria destruído pelo incêndio.
Ante esta perspectiva, os constitucionalistas-optimates e Catão apoiaram a nomeação de Pompeu como cônsul único por um ano. Pompeu, com a ajuda dos seus legionários, varreu os bandos organizados e restabeleceu a ordem em Roma, tornando-se o homem forte da política. Todas as fações competiram pelo seu favor, enquanto conspiravam para destruir as outras, forçando a Pompeu a identificar-se com a sua causa. Pompeu, durante o seu ano como cônsul único, recebeu a oferta de César de se casar com a sua sobrinha neta Octávia, mas Pompeu a recusou e casou-se com Cornélia Metela, filha de Metelo Cipião.
Após a vitória de César em Alésia, Célio, como tribuno, lançou uma proposta de lei adicional: César receberia o privilégio único de ser isento de acudir a Roma para se apresentar ao consulado. Esta medida supunha que os opositores e inimigos de César, que visavam a processá-lo pelos supostos crimes do seu primeiro consulado, perderiam a possibilidade de julgá-lo, pois César em nenhum momento deixaria de ostentar uma magistratura. Enquanto fosse procônsul, César teria imunidade judiciária, mas caso ficasse obrigado a entrar em Roma para se apresentar ao consulado perderia o seu cargo e, durante um tempo, poderia ser atacado com toda uma bateria de demandas.

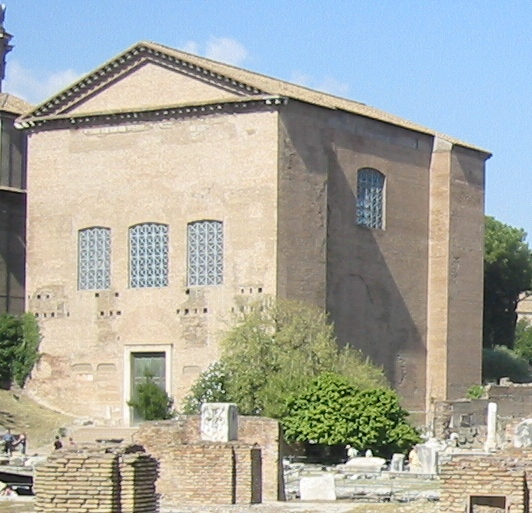
A Cúria Júlia, lugar de reunião do senado romano, mandada edificar por César durante a sua ditadura, após a destruição da Cúria Hostília pelos seguidores de Clódio.

O poder de César foi visto por muitos senadores como uma ameaça. Se César regressava a Roma como cônsul, não teria problemas para fazer aprovar leis que concedessem terras aos seus veteranos, e a ele uma reserva de tropas que superasse ou rivalizasse com as de Pompeu. Catão e os inimigos de César opuseram-se frontalmente, e o senado viu-se envolvido em longas discussões em relação ao número de legiões que deveria ostentar e acerca de quem deveria ser o futuro governador da Gália Cisalpina e do Ilírico.
Pompeu finalmente inclinou-se por favorecer os constitucionalistas e emitiu um veredito claro: César devia abandonar o seu cargo na primavera seguinte, faltando ainda meses para as eleições ao consulado, tempo suficiente para o julgar. Contudo, nas seguintes eleições para tribuno da plebe foi eleito Curião, que se converteu num cesariano, vetando as tentativas de separar César do seu comando nas Gálias. Juridicamente, todas as tentativas consulares de afastar César das suas tropas viam-se anuladas pela tribunicia potestas.
Caio Marcelo, cônsul em 50 a.C., entregou uma espada a Pompeu diante de grande número de senadores, encarregando-lhe ilegalmente marchar contra César e resgatar a república. Pompeu pronunciou-se em favor desta medida se chegasse a ser necessária.
No fim do mesmo ano, César acampou ameaçadoramente em Ravena com a XIII legião. Pompeu tomou o comando de duas legiões em Cápua e começou a recrutar levas ilegalmente, um fato que aproveitaram os cesarianos no seu favor. César foi informado das ações de Pompeu pessoalmente por Curião, que nesses momentos já finalizara o seu mandato. Enquanto isso, o seu cargo de tribuno foi ocupado por Marco Antônio, que o ostentou até dezembro.

## Início da Guerra Civil

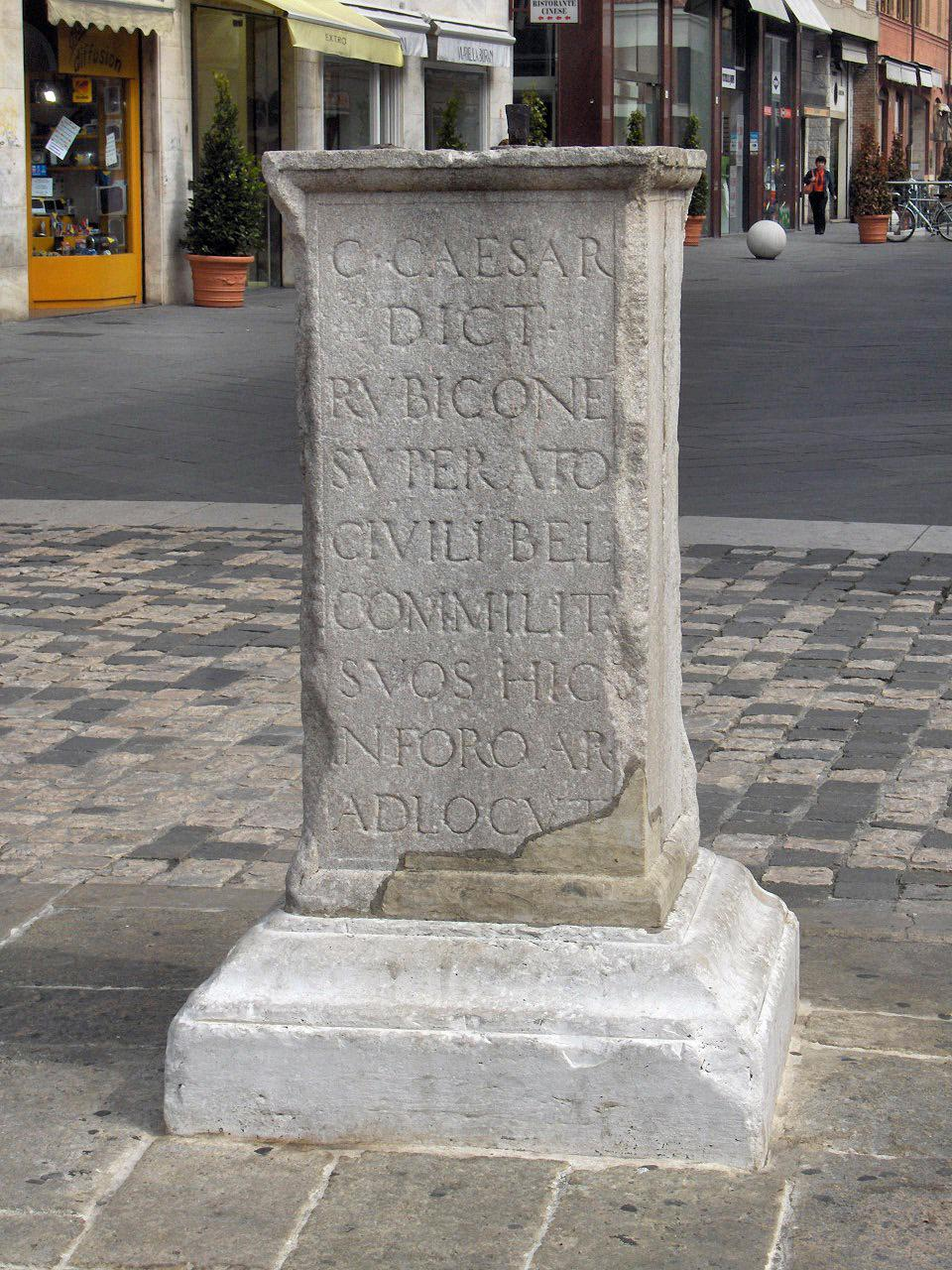
Coluna de Júlio César, no local onde ele ordenou a seu exército a marcha sobre Roma e o início da guerra civil, Rimini, Itália.

A 1 de janeiro de 49 a.C., Marco Antônio leu uma carta de César no senado, na qual o procônsul se declarava amigo da paz. Após uma longa lista das suas muitas ações, propôs que tanto ele como Pompeu renunciassem ao mesmo tempo aos seus cargos. O senado ocultou esta mensagem à opinião publica.
Metelo Cipião ditou uma data para a qual César deveria abandonar o comando das suas legiões ou ser considerado inimigo da República Romana. A moção submeteu-se imediatamente a votação. Somente dois senadores opuseram-se, Curião e Célio. Marco Antônio, como tribuno, vetou a proposta para impedir que se tornasse em lei.

### Rubicão
Após o veto de Marco Antônio à moção que obrigava a César abandonar o seu cargo de governador da Gália, Pompeu notificou não poder garantir a segurança dos tribunos. Antônio, Curião e Célio viram-se forçados a abandonar Roma disfarçados como escravos, acossados pelos bandos das ruas.

A primeira fase da guerra civil entre Júlio César e Pompeu, da passagem do Rubicão a Zela (-).

A 7 de janeiro, o senado proclamou o estado de emergência e concedeu a Pompeu poderes excepcionais, transladando imediatamente as suas tropas para Roma. A 10 de janeiro de 49 a.C., César recebeu a notícia da concessão dos poderes excepcionais a Pompeu, e imediatamente ordenou que um pequeno contingente de tropas cruzasse a fronteira para sul e tomasse a cidade mais próxima. Ao anoitecer, com a Legio XIII Gemina, César avançou até o Rubicão, a fronteira natural entre a província da Gália Cisalpina e a província da Itália e, após um momento de dúvida, deu aos seus legionários a ordem de avançar e teria dito "Alea iacta est" ("A sorte está lançada"). A guerra começava. Quando soube que, recusada a intercessão dos tribunos, estes tiveram de sair de Roma, mandou avançar algumas coortes em segredo para não suscitar receios; dissimulando, presidiu um espetáculo público, ocupou-se num plano de construção para um circo de gladiadores, e entregou-se como de costume aos prazeres do festim. Mas, ao pôr-do-sol, com um pequeno acompanhamento, tomou ocultos caminhos. Ao amanhecer, encontrando um guia, prosseguiu a pé por estreitas veredas até o Rubicão, o limite da sua província, onde aguardavam as suas coortes. Deteve-se por breves momentos, e exclamou dirigindo-se aos mais próximos: 
| “ | Ainda podemos retroceder, mas se cruzarmos esta ponte, tudo terá de ser decidido pelas armas. | ” |

| “ | Alea iacta est. | ” |

## A guerra na Itália

### Perseguição de Pompeu
Júlio César começou a sua marcha para Roma sem encontrar resistência. Os seus agentes tinham subornado as autoridades da província da Itália para que não oferecessem resistência. No dia seguinte, após cruzar o rio Rubicão, apoderou-se de Rimini, cidade em que se encontrava Marco Antônio. Sem perder tempo, ordenou a Antônio atravessar com cinco coortes os Apeninos e tomar a cidade de Arécio (atual Arezzo), enquanto ele com outras cinco coortes ocupou sucessivamente Pesaro, Fano e Ancona.
De 14 a 16 de janeiro, chegaram a Roma notícias das sucessivas ocupações das cidades da costa adriática e de Arécio, bem como ondas de refugiados que, pela sua vez, provocavam que outras ondas de refugiados abandonassem Roma. Um ambiente de terror apoderou-se de Roma. A confiança que ostentava Pompeu caiu em poucos dias, e os senadores que anteriormente confiaram na sua rápida vitória sobre César o acusaram de levar a república para o desastre. Frente ao rápido avanço de César, Pompeu, carente das suficientes forças e temendo pela sua popularidade, deu Roma por perdida e ordenou evacuar o senado, declarando traidores à república todos os magistrados que ficassem em Roma.
O senado começou a considerar constituir-se fora de Roma pela primeira vez na sua história. Cicero posteriormente declararia que esta decisão foi um reflexo de debilidade, dando a César mais legitimidade e confiança. Ao abandonar Roma, o senado traiu aqueles que não podiam abandonar as suas casas, e o sentimento de lealdade à república foi prejudicado. As ancestrais e grandes mansões dos nobres, após serem abandonadas, foram presa da fúria dos mais pobres. As províncias foram distribuídas legalmente entre os líderes da causa constitucional (aliados de Pompeu), e o seu poder ficaria sancionado única e exclusivamente pela força. A república tornou-se uma abstração: as eleições anuais, a vitalidade das ruas e espaços públicos de Roma, tudo aquilo com o que se nutria a república, desaparecera.
César aguardou uns dias a chegada de outras quatro legiões da Gália, e iniciou a perseguição ao senado. A 1 de fevereiro, marchou sobre Osimo onde derrotou Varo, que recrutava soldados para Pompeu, enquanto este concentrava as suas tropas em Brundísio onde fretava barcos, visando a cruzar o Adriático, da Itália para Grécia.
Em Corfínio, encontrava-se o novo governador da Gália Transalpina, Lúcio Domício Enobarbo, quem odiava por igual a Pompeu e a César. Foi-lhe ordenado marchar para sul com os seus homens, mas este desobedeceu às ordens de Pompeu. Levou a cabo a única tentativa de conter a César na Itália: decidiu encerrar-se na cidade de Corfínio, situada num estratégico cruzamento de caminhos. Era a mesma cidade que os rebeldes itálicos tornaram sua capital quarenta anos antes durante a Guerra Social.(xviii)
Para a maioria dos romanos, a república significava pouco, e identificavam-se mais com as ideias populares, considerando a Caio Mário, tio de César, o seu líder. A 13 de fevereiro de 49 a.C., César cruzou o rio Pescara e sitiou Corfínio que se rendeu em 19 de fevereiro. As levas de novatos de Domício desistiram rapidamente da luta. Domício foi levado ante César pelos seus próprios oficiais, e suplicou que o matassem, mas César recusou, deixando-o livre. Corfínio não sofreu nenhum dano e as levas de novatos passaram a ser parte do exército controlado por César. O que pode aparentar ser simplesmente um gesto de clemência, implicou uma grande humilhação, um gesto político e uma declaração dos seus propósitos. Não haveria listagens de banidos, nem matanças (como ocorrera na época de Lúcio Cornélio Sula ), e os seus inimigos seriam perdoados ao render-se. Isto permitiu que a maioria dos neutrais se sentissem aliviados.

### O sítio de Brundísio
Pompeu, com o restante de senadores e o seu exército, após abandonar Roma dirigiram-se a Brundísio com a intenção de cruzar o Adriático e adentrar-se em Grécia e oriente, onde Pompeu contava com recursos para enfrentar César.(xxvi) César marchou depressa para Brundísio. A 20 de fevereiro Pompeu transladou a metade do seu exército para o outro lado do Adriático sob o comando dos dois cônsules, a Dirráquio (atual Durrës), mas a outra metade seguiu sob o comando de Pompeu, na cidade aguardando o regresso da frota.
Após derrotar Lúcio Domício Enobarbo, César ordenou imediatamente aos seus homens bloquear a saída do porto a mar aberto com a construção de um quebra-mar. Pompeu respondeu construindo torres de três pisos sobre barcos mercantes desde onde arrojar projetis aos engenheiros que construíam o quebra-mar. Durante dias, sucederam-se as escaramuças, a chuva de projetis, de madeiros e os incêndios entre os dois bandos.
Com o quebra-mar ainda sem terminar, a frota pompeiana regressou para o porto. Quando obscureceu iniciou-se a saída da frota do porto, começando a evacuação de Brundísio. César, alertado pelos seus partidários dentro da cidade, ordenou tomá-la ao assalto, mas foi tarde demais. Os barcos saíram um atrás outro pelo estreito local que deixaram aberto as obras de assédio. A nave de Pompeu foi a última a abandonar o porto.

### Estadia em Roma

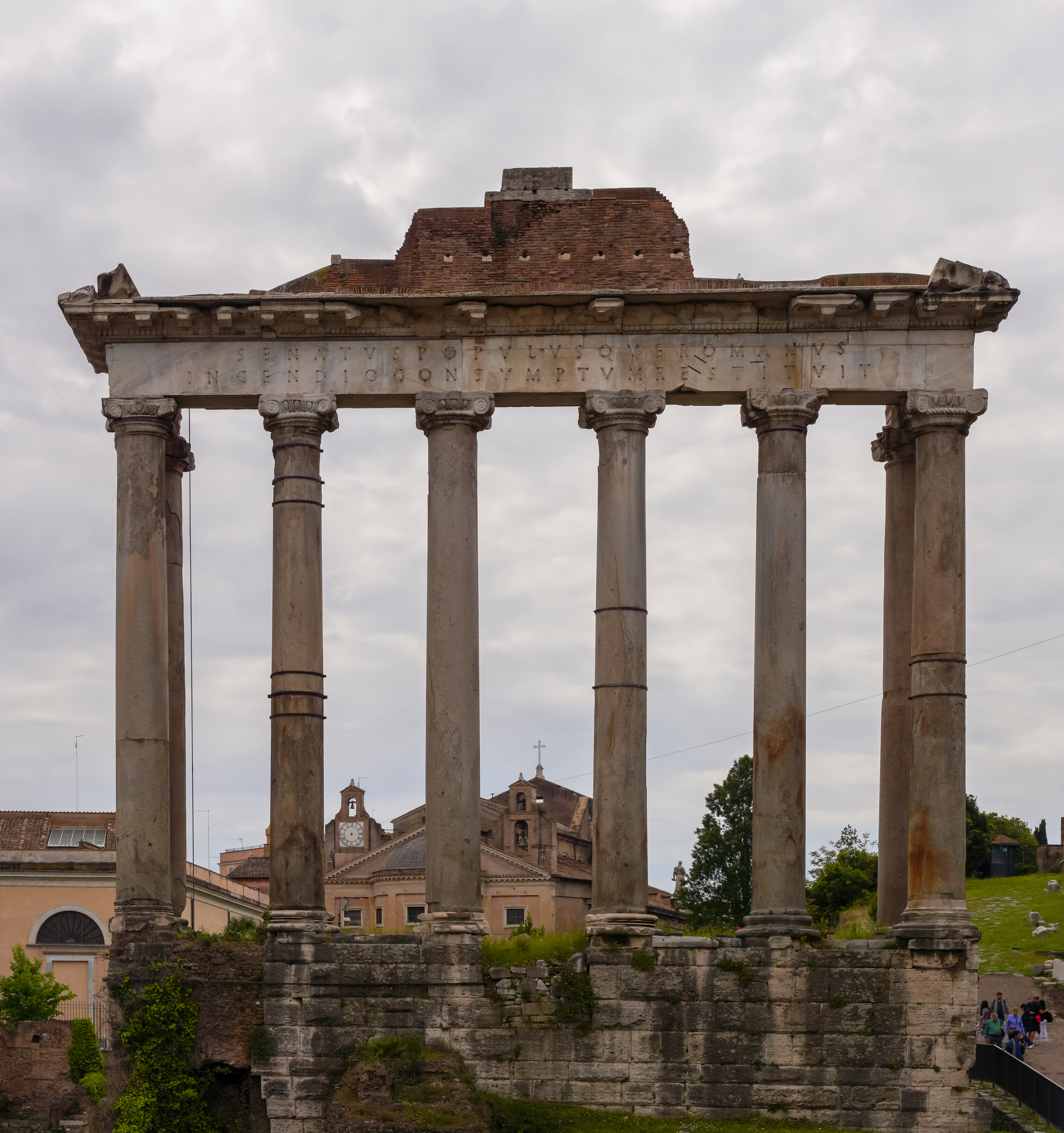
Os vestígios do Templo de Saturno no Fórum Romano, onde Júlio César apropriou-se do tesouro público.

Após a fuga de Pompeu, a 29 de março, César entrou em Roma, sendo friamente acolhido pela cidade. Designou Marco Antônio como chefe das suas forças na Itália e convocou os poucos senadores que ainda ficavam, exigindo o direito sobre os fundos de emergência da cidade, criados para sufragar as despesas ante uma possível invasão gaulesa. Quando os senadores, atemorizados, aceitaram, o tribuno Cecílio Metelo vetou a proposta. Então César ocupou o fórum com os seus legionários, forçou as portas do templo de Saturno e apoderou-se do tesouro público, acumulado durante anos para previr uma invasão gaulesa, perante a impotência do tribuno Cecílio Metelo. César esteve durante duas semanas em Roma assegurando fornecimentos e a retaguarda. Deixou como pretor Marco Emílio Lépido, diminuindo autoridade do senado. Ainda sendo Lépido de sangue azul e magistrado eleito, continuava sendo uma nomeação inconstitucional.
Em abril, ordenou às antigas tropas de Domício invadir as províncias da província da Sicília e da Sardenha para proteger as rotas e fornecimentos de trigo. César, pela sua vez, iniciou a sua marcha para a Hispânia, onde havia legiões pompeianas ativas. A longa estadia de Pompeu na Hispânia enchera a província de clientes e oficiais fiéis à sua causa.

### Operações menores
Caio Escribônio Curião desembarcou com sucesso em Útica no comando de duas legiões para tomar a província, que permanecia sob autoridade conservadora estabelecida por Públio Ácio Varo. As tropas de Curião eram as levas recrutadas originalmente por Lúcio Domício Enobarbo para defender Corfínio. Após uma vitória inicial de Curião numa escaramuça perto de Útica, o seu exército foi aniquilado a 24 de agosto na Batalha do rio Bagradas pelas forças combinadas de Juba I e Públio Varo. Curião resultou morto em combate.

## Guerra na Hispânia
Os exércitos pompeanos eram controlados pelos legados Lúcio Afrânio, Marco Petreu — o vencedor sobre Catilina — e Marco Terêncio Varrão. César, pela sua vez, concentrou nove das suas legiões e de 6 000 ginetes nas cercanias de Massália (atual Marselha).
A cidade de Marselha, na rota de passagem, era controlada por Lúcio Domício Enobarbo, procônsul da Gália, que após ter sido perdoado por César recrutou um novo exército e, por segunda vez, fechou as portas de uma cidade à chegada de César. César mandou sitiar a cidade aos seus legados Caio Trebônio e Décimo Júnio Bruto Albino. Imediatamente dirigiu-se com o restante das tropas para a Hispânia Citerior, com o fim de reforçar as três legiões que enviara ali antecipadamente.

### Batalha de Ilerda
As três legiões enviadas por César à vanguarda contiveram as tropas pompeanas na Hispânia e mantiveram o controlo dos principais passos dos Pirenéus. Com a chegada de César e dos reforços, o exército cesariano adentrou-se na Hispânia e, em meados de março, acampou perto de Ilerda (a atual Lérida), frente às forças pompeanas, para forçar a batalha.
O confronto ocorreu no Verão de 49 a.C.; primeiro em Lérida, e logo mais a sul. A 2 de agosto, as tropas cesarianas conseguiram a vitória total sobre os pompeanos. Marselha finalmente rendeu-se no dia 25 do mesmo mês.

### Regresso a Roma
Em Marselha, César recebeu a notícia de que fora nomeado ditador, pelo que partiu para Roma. Ali ditou uma série de leis, chamou vários exilados e garantiu a plena cidadania romana a todos os habitantes nascidos livres na Gália Cisalpina. Desempenhou o seu cargo de ditador por somente 11 dias, renunciou a este, e dirigiu-se para Brundísio.

## Guerra na Grécia
César concentrou o seu exército em Brundísio desejando zarpar para a Grécia à procura de Pompeu. Ao todo, o seu exército era formado por 12 legiões e 1 000 ginetes, segundo Apiano. Contudo, muitas das legiões não reuniam o número de efetivos práticos, minguadas nas suas recentes campanhas na Gália, a Hispânia e Marselha.
Antes, César ordenara a construção de numerosos navios. Apesar de não estar todos terminados e do mau tempo invernal, embarcou todos os homens possíveis, ao todo sete legiões e 500 ginetes, zarpando a 4 de janeiro de 48 a.C. Marco Antônio e Aulo Gabínio permaneceram em Brundísio junto com o restante de tropas e fornecimentos à espera do regresso da frota.
A armada de Pompeu, comandada por Marco Bíbulo, ostentava a superioridade naval, com cerca de 300 naves repartidas por sul do Adriático, vigiando os lugares de um possível desembarque inimigo. César, não obstante, fê-lo com sucesso um dia após zarpar, numa praia longe das grandes cidades da região, perto de Palase, a 150 quilômetros a sul de Dirráquio (atual Durrës), evitando assim ser descoberto e interceptado pois temia que os portos estivessem guarnecidos pelas frotas rivais. Marco Bilbulo ficou surpreendido pelo inesperado desembarque em pleno Inverno e a partir desse momento pôs todo o seu empenho em que nenhum navio cesariano cruzasse o Adriático.
César iniciou a tomada das praças costeiras próximas, assegurando portos navais em onde preparar a chegada das legiões da Itália. A esquadra pompeiana, advertida dos movimentos, zarpou, interceptando no seu regresso a frota cesariana e apresando 30 transportes. César, enquanto isso, dirigiu-se para norte, tomando Oricus e Apolônia e iniciando a marcha para Dirráquio. A notícia do desembarque de César surpreendeu Pompeu caminho da província da Macedônia, onde pensava recrutar tropas. Dirigiu-se a Dirráquio , entrando nela pouco antes de chegar César. Depois armou o seu acampamento na margem norte do rio Semani, na localidade de Kuci, frente ao de César, que estava na ribeira sul.
A frota pompeana dirigida por Bíbulo iniciou um férreo bloqueio sobre as posições cesarianas, apostando-se próximo da costa e impedindo a chegada de reforços. Enquanto, as esquadras pompeianas do Ilírico e de Acaia, lideradas por Marco Otaviano e Lúcio Escribônio Libão com ajuda dos dálmatas, sitiaram Salona (atual Solin), capital da província do Ilírico, governada por César. Os defensores recusaram o sítio num ataque surpresa, tendo os pompeanos que reembarcar e fugir. Marco Otaviano renunciou a tomar Salona e uniu-se junto às suas forças a Pompeu, acampado em Dirráquio.
Após a morte de Marco Bíbulo por causas naturais, Escribônio Libão ficou à frente da esquadra pompeana e começou o bloqueio do porto de Brundísio, apostando-se numa ilha próxima à entrada do porto, impossibilitando a Marco Antônio reunir-se com César. Marco Antônio, sabedor da necessidade de água das forças de Escribônio, mandou custodiar todas as fontes próximas de água, o que obrigou a Escribônio a levantar o bloqueio e retirar-se para Epiro.
Quando as condições do mar melhoraram, Marco Antônio dispôs-se a cruzar o Adriático e receber reforços, zarpando um dia favorável em finais de fevereiro. Ao dia seguinte da partida, a frota foi divisada por César e Pompeu, perto de Dirráquio (atual Durrës), separados pelo rio Apso, se bem que um forte vento do sudoeste, empurrou inevitavelmente a frota a norte. Marco Antônio desembarcou finalmente com 4 legiões e 500 ginetes e tomou Lisso. Pompeu, pela sua vez, ficando a saber a situação dos reforços de César, começou a sua marcha para norte com a intenção de derrotar os seus inimigos separadamente, tomando vantagem sobre as forças de César. Alertado este das intenções de Pompeu, reagiu deslocando-se a nordeste, para Tirana, visando a reunir-se com os seus reforços. Marco Antônio, pelo contrário, marchou para sul com celeridade, sem se aperceber da situação. Contudo, César conseguiu fazer chegar a Marco Antônio uma mensagem advertindo das intenções de Pompeu, graças ao qual Marco Antônio decidiu acampar durante um dia, dando tempo a César para adiantar a sua posição. Pompeu, temendo ficar rodeado pelos dois exércitos cesarianos, que em conjunto o superavam em número, deu média volta e regressou para Dirráquio. As forças de César e Marco Antônio reuniram-se, finalmente, em Scampi.
Após o insucesso de impedir a união das forças inimigas, Pompeu entrincheirou-se iniciando uma guerra de desgaste. César decidiu ampliar a sua zona de operações para o qual enviou a Domício Calvino com 2 legiões e 500 ginetes a Macedônia para se enfrentar a Metelo Cipião, que avançava desde Salônica a reunir-se com Pompeu. Poucos dias depois da partida destes destacamentos, Pompeu, à frente de uma frota de naves egípcias desde sul, capturou a frota cesariana na base naval de Oricus e continuou até a base onde Marco Antônio deixara os transportes e incendiou-os. Desta maneira os cesarianos viram destruída toda a sua frota em Grécia, ficando sem nenhum navio para se comunicar com Itália.

### Batalha de Dirráquio
Júlio César, ante esta situação, decidiu dar a batalha. Foi até Asparágio e dispôs o seu exército em ordem de batalha frente ao acampamento de Pompeu, mas este recusou o combate. Então César dirigiu-se para Dirráquio (atual Durrës) para isolar Pompeu de sua base mediante a construção de um cerco ao acampamento. A 10 de julho, de madrugada, Pompeu atacou as posições de César, conferindo-lhe uma derrota. No dia 11, César chegou ao seu antigo acampamento de Asparágio e a 14 de julho chegou a Apolônia.

### Batalha de Farsalos
Após a derrota na batalha de Dirráquio, Júlio César fugiu para o Sul, afastando-se de Pompeu após perder a iniciativa e ver-se obrigado a se movimentar seguindo uma senda que permitira fornecer-se, pois  estava numa situação de total isolamento, sem frota e sem fornecimentos. Segundo Dião Cássio, Pompeu visava a evitar derramar sangue romano, pelo qual o seu plano era acossá-lo e obrigá-lo a render-se pela falta de víveres.
Pompeu decidiu marchar contra Domício na Macedônia, após considerar pouco provável dar alcance a César. Domício, pela sua vez, recebeu a notícia da retirada de Dirráquio e as intenções de Pompeu poucas horas antes, tempo suficiente para empreender a fuga direção a Tessália e unir-se ao exército de César. Pompeu, que viu frustradas as suas esperanças, decidiu marchar para Larissa onde acampava Cipião, para reunir um exército superior em número ao cesariano.
César deteve o seu exército em Farsalos de 4 a 5 de agosto de 48 a.C., ansiando apresentar batalha, com a única possibilidade de lutar ou marchar à procura de víveres para sul, pairado pela cavalaria pompeana, mais numerosa e que impedia o trabalho dos forrageadores.
Pela sua vez, o exército pompeano estava dividido em duas grandes facções constituídas pelos seguidores e clientes de Pompeu e os dos Optimates, os republicanos mais conservadores, que se apoiavam nas legiões conduzidas por Metelo Cipião e tinham por aliado Catão, quem fora postergado a Dirráquio (atual Durrës)  com 15 coortes. É possível que Pompeu não desejasse livrar a batalha de Farsalos, confiando na dilatação e a precária situação de César. Contudo, as críticas dos seus aliados e dos seus generais, envolvidos em desavenças políticas, levaram-o a apresentar batalha. Segundo Lúcio Aneu Floro, os seus soldados censuravam a inatividade, e Plutarco assinala que até mesmo se conspirava diretamente contra ele.
Os dois exércitos enfrentaram-se a 9 de agosto de 48 a.C., iniciando o ataque os cesarianos, enquanto o exército pompeano manteve uma estratégia defensiva confiando na sua superioridade numérica. A cavalaria pompeiana carregou contra a cesariana perseguindo-a e caindo numa estratagema preparada, na que várias coortes de legionários apoiaram a cavalaria cesariana dispersando a pompeiana liderada por Labieno. Após observar a fuga, Pompeu abandoou o campo de batalha, o qual influiu na moral do seu exército, e após ser rodeado pelo flanco pela cavalaria cesariana espalhou-se o pânico, dispersando-se e fugindo para o acampamento pompeano. Após reagrupar as suas tropas, César liderou o assalto final ao acampamento pompeano defendido por Trácios e outros irregulares, e após superar a paliçada, o acampamento caiu depressa. Pelo menos quatro legiões pompeanas conseguiram fugir e tomar uma colina, mas renderam-se após serem rodeados pelos seus inimigos e cercados mediante uma paliçada.
| “ | Isto é o que quiseram, e a este extremo me traíram, pois se eu, Caio César, após terminar gloriosamente as maiores guerras, licenciasse o exército, sem dúvida me teriam condenado. | ” |

## Guerra no Oriente
Após a sua derrota em Farsalos, Pompeu fugiu para a costa do mar Egeu. Ali fretou um barco para navegar até Mitilene, onde estava a sua esposa Cornélia. Após reunir-se com ela, partiram rumo ao Egito com uma pequena frota, com a intenção de pedir ajuda a Ptolomeu XIII, o novo faraó do Egito de apenas 12 anos.
Um mês depois de Farsala, Pompeu chegou às costas do Egito e enviou emissários ao rei e, após uns dias aguardando ancorada frente aos bancos de areia, a 28 de setembro de 48 a.C., uma pequena barca acercou-se até os navios romanos convidando Pompeu a subir a bordo. Na outra margem aguardava Ptolomeu XIII, pelo que, após despedir-se da sua esposa, Pompeu foi conduzido até a margem. Após tomar terra, um mercenário romano, o ex-centurião Aquila, desembainhou a sua espada e atravessou a Pompeu que ato seguido foi apunhalado repetidas vezes. Cornélia e o restante dos tripulantes da pequena frota observaram os acontecimentos impotentes. O cadáver de Pompeu foi decapitado, sendo o seu corpo resgatado e incinerado por um veterano de suas primeiras campanhas.

### César no Egito
Em 47 a.C., Júlio César dirigiu-se ao Egito com apenas 4 000 soldados à procura de Pompeu. Ali foi surpreendido pela oferenda de boas-vindas que lhe apresentou o primeiro-ministro de Ptolomeu XIII, o eunuco Potino: a cabeça de Pompeu. Egito encontrava-se em guerra civil, e os conselheiros do rei creram que César ficaria agradecido e apoiaria Ptolomeu contra a sua irmã Cleópatra. Ao saber da sua sorte, César caiu em lágrimas.
Os romanos ficaram presos em Alexandria por ventos desfavoráveis, e César começou a intervir nos assuntos do Egito. Instalou-se com as suas tropas no palácio real, um complexo de edifícios fortificados que ocupava quase uma quarta parte da cidade de Alexandria. Desde este bastião, começou a exigir grandes quantidades de dinheiro, e anunciou que gentilmente dirimiria a guerra civil entre Ptolomeu e a sua irmã. Deu a ordem de licenciar os dois exércitos em guerra, e aos irmãos de se reunir com ele em Alexandria. Ptolomeu não licenciou nenhum soldado, mas foi convencido por Potino de acudir à reunião com César. Enquanto isso Cleópatra, que tinha bloqueadas as rotas à capital, ficou isolada atrás das linhas de Ptolomeu.
Uma tarde, à posta do Sol, um pequeno mercante atracou no amarradouro de palácio. Um mercador siciliano trouxe consigo um tapete que levou até a presença de César, e após desenvolvê-lo apareceu a própria Cleópatra, que seduziu a César.
Ptolomeu, após saber da nova conquista da sua irmã, marchou pelas ruas de Alexandria e pediu aos seus súditos que acudissem na sua defesa e na do Egito. As prepotentes exigências de dinheiro de César não o fizeram especialmente apreciado, pelo qual quando Ptolomeu pediu aos alexandrinos que atacassem os romanos, a massa lançou-se com entusiasmo. Os romanos viram-se assediados no complexo palaciano e César viu-se obrigado a reconhecer Ptolomeu como monarca conjunto com Cleópatra e a devolver a ilha de Chipre ao Egito. Contudo, a situação piorou quando aos alvoroçadores se uniu o exército de Ptolomeu de 20 000 homens, começando uma verdadeira batalha pelo controlo do Egito. Durante os cinco meses seguintes, César conseguiu resistir no palácio, ficara com o controle do porto, queimando a frota egípcia e, acidentalmente, uns armazéns de livros no porto, fracassando na tentativa de controlar o Grande Farol. Fez executar ao eunuco Potino e deixou grávida a Cleópatra.
Em março do 47 a.C., chegaram os reforços romanos a Alexandria, que fizeram que Ptolomeu XIII fugisse de Alexandria. Lastrado pela sua armadura de ouro, afogou-se no Nilo, deixando  Cleópatra sem rival ao trono.
Uma vez restauradas as linhas de comunicação, os seus agentes informaram das novas ameaças surgidas durante a sua estadia em Alexandria. Fárnaces, filho de Mitrídates VI invadira o Ponto enquanto na África Metelo Cipião e  Catão estavam recrutando um poderoso novo exército e em Roma o governo de Marco Antônio estava criando receios.
Enquanto novos inimigos de César emergiam e cresciam, César permaneceu com a sua amante ainda dois meses mais no Egito. No fim da primavera do 47 a.C., o casal embarcou-se num cruzeiro pelo Nilo.

### Guerra contra Fárnaces
Fárnaces, rei do Bósforo e filho de Mitrídates VI, aproveitou os problemas internos de Roma para expandir os seus domínios: invadiu Cólquida e parte de Arménia.
O rei armênio Deiotaro, reino vassalo de Roma, pediu ajuda ao tenente cesariano da província da Ásia, Domício Calvino. Fárnaces enfrentou-se depressa com as forças romanas provinciais, obtendo a vitória. Confiado pela sua vitória, invadiu o antigo reino do seu pai, o Ponto e parte de Capadócia.
César teve notícias dos fatos no Egito e iniciou a marcha para o Reino do Ponto para se enfrentar Fárnaces. A batalha entre as tropas romanas e as de Fárnaces aconteceu ao norte de Capadócia, perto da cidade de Zela. O confronto derivou com celeridade numa vitória romana, aniquilando completamente as forças inimigas. Fárnaces fugiu para o Bósforo com uma pequena seção das suas tropas de cavalaria. Sem poder algum, foi assassinado por um antigo rival ao trono do Bósforo.
César imortalizou esta batalha, utilizando-a como arma propagandística contra os antigos méritos militares de Pompeu em Oriente, ainda presentes na mentalidade coletiva romana, e cunhou uma célebre frase:
| “ | Veni, vidi, vici. | ” |

## África
A estadia de César no Egito e a sua posterior marcha para o Ponto deu tempo a Metelo Cipião e a Catão para poder formarem um novo exército na província da África. Lograram reunir um exército de 10 legiões, cerca de 40 000 homens. Contavam, além disso, com o apoio do exército do rei Juba I de Numídia, que incluía sessenta elefantes de guerra e inicialmente cerca de 30 000 homens.
Após uma visita curta a Roma, César desembarcou em Adrumeto a 28 de dezembro de 47 a.C. As duas facções envolveram-se em pequenas escaramuças, enquanto César pospunha o confronto direto porque aguardava reforços. A pedido de César, Boco II, rei da Mauritânia, atacou a Numídia por oeste, tomando a sua capital Cirta, e obrigando a Juba I a marchar a oeste com o seu exército.

### Batalha de Tapso

Rota de Júlio César, de Roma até Tapso.

Em fevereiro de 46 a.C., após receber os reforços e a soma de duas legiões de desertores constitucionalistas, César cercou a cidade de Tapso. Os pompeanos batalharam perante as muralhas de Tapso, saindo derrotados num confronto que degenerou numa carnificina. Catão suicidou-se em Útica ao ter notícias da derrota ante César.
Após a vitória, César retomou o assédio de Tapso, prolongando-se a guerra na África até julho, com a tomada da cidade, a pacificação da província e da incorporação de Numídia como província romana. Por enquanto, Tito Labieno, Pompeu, o Jovem e Sexto Pompeu escaparam a Hispânia.
Catão personificou o forte espírito da liberdade romana, sendo mecenas dos ideais que sustentaram a luta contra César. Frente à possibilidade de ser perdoado por César, eternizou a sua luta suicidando-se. O seu suicídio prolongou a sua grande  influência na consciência coletiva romana.

### Triunfos em Roma

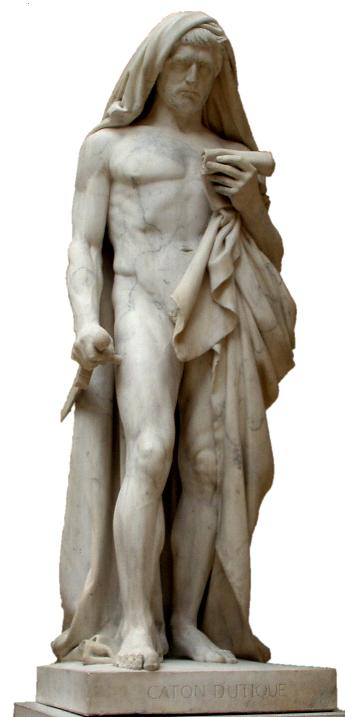
Catão, o Jovem, estátua por Jean-Baptiste Romand e François Rude, no Museu do Louvre.

Júlio César regressou a Roma em finais de julho de 46 a.C.. A vitória total dotou César de um poder enorme e o senado legitimou a sua vitória, nomeando-o ditador pela terceira vez na primavera de 46 a.C., por um prazo sem precedentes de dez anos.
| “ | Somos os seus escravos, mas ele escravo da sua época. | ” |

Acunhou a sua legitimidade e o desprestígio dos seus inimigos num grande ato propagandístico. Em setembro, celebrou os seus triunfos, orquestrando quatro desfiles consecutivos. Os seus concidadãos observavam os desfiles de Gauleses, Egípcios, Asiáticos e Africanos acorrentados, bem como girafas e carros de guerra britanos. Assim, a guerra entre romanos ficava mascarada pelas vitórias contra estrangeiros e as celebrações não tiveram precedentes nas suas dimensões e duração.
Durante as celebrações, foi executado Vercingetórix. O desfile triunfal contra Fárnaces II contou com uma carroça que portava o slogam "Vini, vidi, vinci", arrastando atrás de si o fantasma de Pompeu. Um dia depois, no desfile pela vitória da África, uma carroça representou o suicídio de Catão, ridicularizando-o, e César justificou-o alegando que Catão e os seus inimigos eram colaboracionistas dos bárbaros.
No Inverno de 46 a.C., estourou uma nova rebelião na Hispânia, liderada pelos filhos de Pompeu.

## Rebelião na Hispânia
Depois das derrota de Tapso os conservadores republicanos Pompeu, o Jovem, Sexto Pompeu e Tito Labieno, fugiram para a Hispânia com o restante do seu exército. Após a sua chegada à Hispânia, duas legiões situadas na Hispânia Ulterior formadas em grande parte por veteranos de Pompeu, derrotadas em Ilerda sublevaram-se e expulsaram os legados de César jurando fidelidade a Pompeu.
Usando a antiga influência do seu pai e os recursos da província, os irmãos Pompeu e Tito Labieno conseguiram reunir um novo exército de treze legiões compostas pelos restos do exército constituído na África, as duas legiões de veteranos, uma legião de cidadãos romanos da Hispânia, e o alistamento da população local. Em finais de 46 a.C. tomaram o controlo de quase toda Hispânia Ulterior, incluindo as colônias romanas de Itálica e de Córduba, a capital da província.
Os legados de César, Quinto Fábio Máximo e Quinto Pédio, recusaram o confronto direto com o exército conservador e acamparam a cinquenta quilômetros a leste de Córdova em Obulco, solicitando ajuda de César.
Este chegou a Hispânia em dezembro, e após a sua chegada levantou o sítio à praça-forte de Ulípia, cidade que lhe tinha sido leal e que estava sitiada sem sucesso por Pompeu. Os conservadores evitaram uma batalha aberta refugiando-se atrás das muralhas de Córdova, defendida por Sexto Pompeu, e obrigando com isso a César a passar o Inverno na Hispânia. Para fornecer as suas necessidades de avitualhamento e víveres, César tomou e saqueou a cidade de Atégua, o que incitou a muitos hispânicos a se unirem aos conservadores e abandonar a César.
A 7 de março de 45 a.C. aconteceu uma escaramuça perto de Soricária, saindo vencedores os cesarianos. Após esta derrota, frente do temor de deserções e o começo da primavera, Pompeu mobilizou o seu exército e apresentou batalha a César.

### Batalha de Munda

A terceira fase na Hispânia.

Os dois exércitos reuniram-se em Munda, perto de Osuna, na Hispânia meridional. Os conservadores situaram-se numa colina facilmente defendível. Iniciada a batalha, transcorreu longo tempo sem se inclinar em favor de nenhum bando, mas finalmente as tropas conservadoras interpretaram erroneamente que Tito Labieno estava fugindo e romperam as linhas buscando refúgio na cidade de Munda. Tito Labieno faleceu no campo de batalha.
A armada cesariana mandada por Caio Dídio afundou a maior parte dos navios pompeanos numa batalha naval próxima a Cartagena, comandados por Públio Ácio Varo, abortando qualquer tentativa de fuga por mar, Pompeu, o Jovem e o seu irmão Sexto procuraram asilo refugiando-se em Córdova. César deixou o seu legado Quinto Fábio Máximo no comando do sítio de Munda e iniciou a persecução dos filhos de Pompeu. César tomou Córdova onde se ocultava Pompeu, matando todos os defensores como corretivo por ocultar o seu inimigo. Seu irmão Sexto Pompeu conseguiu escapar.
A cidade do Munda suportou por algum tempo o assédio, mas após uma frustrada tentativa de romper o sítio entregaram-se 14 000 homens a Caio Dídio. Foi o último ato de resistência a César.

## Revolta de Basso na Síria
Na Síria romana, em 46 a.C., o equestre Quinto Cecílio Basso se revoltou e assassinou o governador da Síria, Sexto Júlio César. Com a ajuda de partos, árabes e gálatas, Basso derrotou Quinto Cornifício e o novo governador Caio Antíscio Veto. No ano seguinte, César ordenou um novo ataque e Basso se refugiou na fortaleza de Apameia, que foi cercada pelos generais Lúcio Estaio Murco e Quinto Márcio Crispo. Este cerco só terminou depois do assassinato de Júlio César, no ano seguinte, quando Caio Cássio Longino chegou à região com ordens de encerrar a campanha. Basso e Crispo foram anistiados e Murco assumiu o comando da frota romana da Síria, já no contexto da Guerra Civil dos Libertadores.

## Consequências

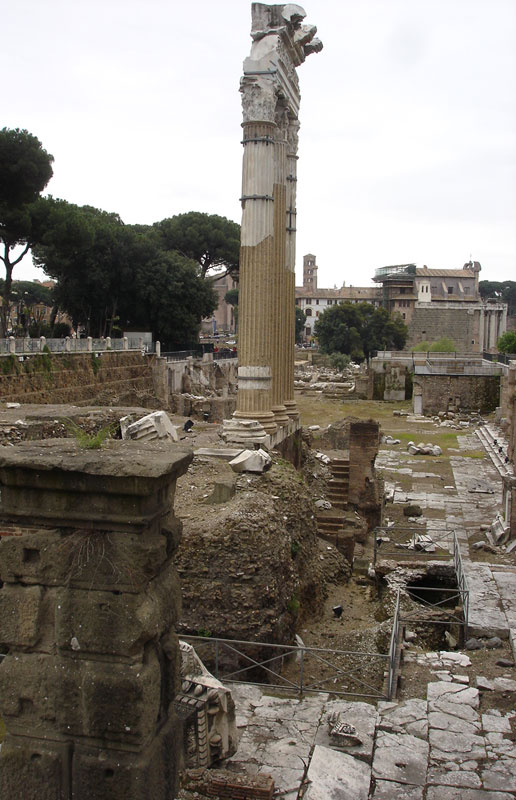
Vestígios do Fórum de César (Roma).

Após a sua vitória final na Hispânia, e antes de voltar para Roma, César percorreu as províncias ocidentais outorgando a cidadania romana a muitas cidades, entre elas mais de 20 cidades hispânicas; também outorgou a cidadania romana a toda a Gália Transalpina. A aristocracia romana não gostou destes fatos.
Ao seu regresso a Roma, aumentou o número de senadores de 300 a 900, numa clara intenção de restar poder à classe tradicional do senado, os optimates. Entre os novos senadores também havia cidadãos de províncias, entre eles os hispânicos Lúcio Tício, Lúcio Decídio Saxa ou Balbo, o Jovem, e até mesmo libertos como Públio Ventídio Basso. Reformou as magistraturas aumentando o número de magistrados, passando de quatro edis a seis, de oito pretores a dezesseis, e de vinte questores a quarenta.
Iniciou novos planos de assentamento de cidadãos e criação de colônias nas novas províncias, com novos assentamentos de veteranos e de mais de 100 000 famílias dependentes do subsídio de grão. Repartiu as terras públicas entre os mais pobres, deixando de ser uma carga para a República. A república sofreu uma liberalização econômica, ao reduzir os impostos, e anular as taxas tarifárias. Ditou novas leis, como a lex coloniae Ivliae Genetivae, que dotava todas as novas colônias de uma legislação similar à de Roma, com câmaras representativas, e a lex Iulia repentundis, que separava os poderes militares dos governadores de províncias.
César criou um ambicioso projeto de urbanismo público, iniciando rodovias, aquedutos, portos, e novas cidades, levantadas para acolher os novos colonos. Em Roma, mandou construir o Fórum de César e planejou construir uma biblioteca, um novo teatro esculpido na rocha do Capitólio, a construção do maior templo do mundo no campo de Marte e até mesmo decidira desviar o curso do sinuoso rio Tibre, um obstáculo para os seus planos de urbanismo.

### Assassinato de César

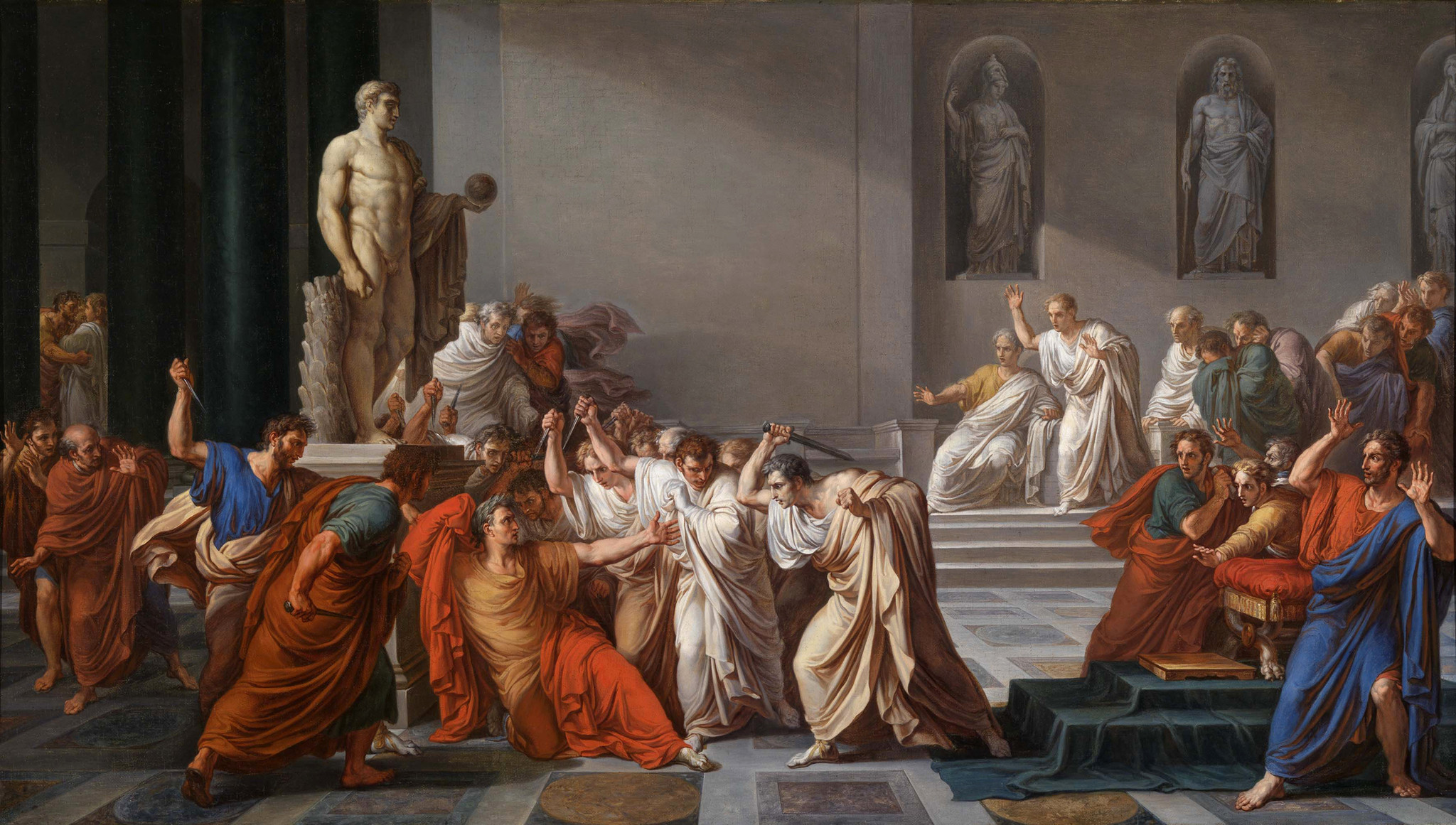
Morte de Júlio César, por Vincenzo Camuccini, 1798, na Galeria Nacional de Arte Moderna e Contemporânea, Roma.

Depois da sua vitória, César iniciou uma série de gestos antirrepublicanos. Costumava caminhar com botas vermelhas, como os legendários reis de Roma; mandou construir um trono de ouro no senado, criticou que se retirasse uma coroa de uma das suas estátuas e, durante uma celebração no fórum, Marco Antônio ofereceu-lhe uma coroa que César recusou perante as vaias das pessoas.
Todos estes acontecimentos engrandeceram a desconfiança acerca das suas intenções. Finalmente, César foi assassinado numa reunião do senado, nos Idos de março (15 de março) de 44 a.C., por um grupo de senadores que acreditavam agir em defesa da república. Entre eles contavam-se os seus antigos protegidos Marco Júnio Bruto e Caio Longino Cássio. César caiu aos pés de uma estátua de Pompeu e disse:
| “ | Tu quoque, Brute, filii mei! | ” |

César deixou a sua herança política ao seu sobrinho neto Otaviano que, com Marco Antônio e Lépido, lutou contra os assassinos de César na denominada Terceira Guerra Civil da República de Roma. Os três formariam posteriormente o segundo triunvirato, até a sua dissolução e o começo da Quarta Guerra Civil da República de Roma, e a ascensão de Otaviano que, por acumulação de cargos e magistraturas, tornar-se-ia no princeps, o primeiro imperador dos romanos.

### Repercussão histórica
A vitória cesariana converteu a república numa abstração, iniciando a transição para o regime imperial que eliminaria o poder do senado e as votações para escolher os magistrados.
Roma sempre foi interpretada e reinterpretada desde as perspectivas das diversas convulsões que sofreu o mundo, mas a segunda guerra civil, e o cruzamento do rio Rubicão teve uma especial importância para a civilização ocidental. As constituições inglesa, francesa e norte-americana inspiraram-se conscientemente no exemplo da República Romana.
| “ | A respeito da rebelião contra a monarquia; Uma das causas mais comuns é o ter lido livros acerca da política e história dos antigos gregos e romanos. | ” |

Contudo, nem todos os exemplos seguidos e as lições aprendidas da república ocasionaram estados livres. Napoleão passou de ser cônsul a imperador e durante todo o século XIX os regimes bonapartistas foram chamados de "cesaristas". O fascismo também se inspirou na época da segunda guerra civil. Em 1922, Benito Mussolini propagou deliberadamente o mito da sua marcha heroica contra Roma, similar à de César. E não foi o único:
| “ | A marcha de César sobre Roma foi um dos pontos de inflexão da história. | ” |

## Forças militares
A força principal dos dois exércitos enfrentados era a infantaria pesada; as legiões tardo-republicanas foram recrutadas em grande parte pelos dois bandos entre homens sem cidadania romana. Cada facção chegou a contar com mais de uma dúzia de legiões no transcurso da guerra, composta cada uma por cerca de 3 500 homens.
Os auxiliares utilizados foram mais numerosos e exóticos nos exércitos pompeanos, destacando-se em eles a utilização de elefantes de guerra, cavalaria romana pesada, capadócia e pôntica, cavalaria ligeira trácia, gaulesa, armênia e númida, com contingentes de auxiliares de infantaria leve, entre eles arqueiros, vélites, atiradeiros, javalineiros, ou lanceiros procedentes da Macedônia, Beócia, África,  Síria, Hispânia e Trácia.

## Cronologia
- 52 a.C.
  - Janeiro
    - 18 Assassinato de Clódio.

  - Fevereiro
    - 25 Pompeu é eleito cônsul único de Roma.

  - Setembro
    - Júlio César derrota a Vercingetórix, em Alésia.

- 49 a.C.
  - Janeiro
    - 1 O senado romano recebe a oferta de Júlio César de deixar os seus cargos simultaneamente com Pompeu. O senado impõe uma data na qual César devia entregar o seu mando.
    - 10 Júlio César cruza com o seu exército o Rubicão, iniciando a guerra civil.

  - Fevereiro
    - 13 Sítio de Corfínio.
    - 19 Rendição de Corfínio.
    - 20 A metade do exército pompeano zarpou com destino a Epiro, César cerca o restante em Brundísio.
    - Pompeu logra zarpar.

  - Março
    - 29 César entra em Roma.
    - Sítio de Marselha.

  - Junho
    - César chega à Hispânia.

  - Julho
    - 30 César rodeou o exército de Afranius e de Petreius em Ilerda.

  - Agosto
    - 2 Os pompeanos rendem-se finalmente em Ilerda.
    - 24 O general cesariano Caio Escribônio Curião, é derrotado na África do norte pelo pompeano Públio Ácio Varo e o rei Juba I de Numídia.

  - Setembro
    - O cesariano Décimo Júnio Bruto, derrota as forças navais combinadas de pompeianas de Marselha naval, enquanto a forças navais cesarianas no Adriático foram derrotadas perto de Curita.
    - 6 Marselha rende-se ao regresso de César da Hispânia.

  - Outubro
    - César é designado como ditador, exerce o cargo durante 11 dias.

- 48 a.C.
  - Janeiro
    - 4 César desembarca perto de Dirráquio.

  - Julho
    - 10 Batalha de Dirráquio.

  - Agosto
    - 9 Batalha de Farsalos.
      -  Pompeu fogem para o Egito.
      - Assassinato de Pompeu.

    - Júlio César é nomeado cônsul por um período de cinco anos.

  - Setembro
    - 28 César chega a Alexandria.
    - Romance entre César e Cleópatra.

  - Luta em Alexandria, Egito.

- {AC|47|x}}
  - Os conservadores retomam a resistência na África.
  - Maio
    - César derrota a Fárnaces II do Ponto, rei do Bósporo, na Batalha de Zela.

  - Outubro
    - 28 César desembarca na África.

- 46 a.C.
  - Fevereiro
    - 6 Batalha de Tapso.
    - Morte de Catão, o Jovem.
    - Morte de Metelo Cipião.

  - Numídia é anexada à República.
  - César é nomeado ditador por 10 anos.
  - Pompeu e Tito Labieno, organizam a resistência a César na Hispânia.

- 45 a.C.
  - Janeiro
    - 1 O calendário Juliano entra em vigor.

  - Março
    - 7 Escaramuça em Solicária.
    - 17 Batalha de Munda.
      - Morte de Tito Labieno.

    - Morte de Pompeu, o Jovem.

- 44 a.C.
  - Júlio César é nomeado dictator vitalício.
  - Março
    - 15 Júlio César é assassinado nos idos de março.